# Actueel (radioprogramma)
Actueel was een Vlaams actualiteitenprogramma dat op Radio 1 werd uitgezonden. Het was een van de langstlopende ononderbroken Vlaamse radioprogramma's.

## Geschiedenis
"Actueel" werd voor het eerst op 6 september 1965 uitgezonden. Het programma was bedoeld als systematische toelichting bij het journaal van 13.00u in een afzonderlijke rubriek. Voorheen bestond er op de Vlaamse radio slechts een zeer beperkte vorm van duiding. Een nieuwsfeit werd enkel gekaderd om het begrijpelijk te maken voor de doorsnee-, niet-gespecialiseerde luisteraar. Men legde uit waar het om ging, wat de voorgeschiedenis was en speculeerde over de mogelijke nasleep. Verder waren er ook wel buitenlandse correspondentieprogramma's, zoals De Stem uit Amerika, maar die hielden niet altijd direct verband met de onmiddellijke actualiteit. Ook gewone journalisten van de BRTN gaven weleens tijdens het nieuws zelf, of op donderdagavond, verslag van hun buitenlandse reportages, maar dit gebeurde eerder sporadisch dan systematisch.
In het prille begin waren de samenstelling, administratie, reportages en montage in handen van één man, Walter Geerts. Er waren op de radionieuwsdienst toen maar weinig mensen en middelen om een aparte redactie voor "Actueel" te vormen. Volgens een van de medewerkers, Cas Goossens: "De aanpassing van het personeelskader bij een openbare dienst als de BRT was, zeker in die tijd, wegens allerhande administratieve en wettelijke beschikkingen, een veel te logge aangelegenheid om vlot op een onmiddellijke behoefte in te kunnen spelen. De makers van "Actueel" keken met afgunst naar de Nederlandse duidingsmagazines. Ze mochten er ook niet van dromen om, zoals de BBC, een eigen net van correspondenten over heel de wereld op te zetten. De BRT moest - zoals de Nederlandse radio trouwens ook meestal - een beroep doen op losse medewerkers, buitenlandse journalisten van een krant die tussendoor voor de radio wilden en konden werken." Geleidelijk aan wist "Actueel" toch meer medewerkers aan te trekken. Veel buitenlandse correspondenten waren Nederlanders, zoals Kees Middelhoff (vanuit Nederland), Frans Wennekes (vanuit Bonn), Jan Drummen (vanuit Parijs), Maarten Bolle (vanuit Washington), Peter Schroeder (vanuit New York), Karel van het Reve (vanuit Moskou), Jules Huf (vanuit Wenen), Ysbrand Galema (vanuit Rome), Robbert Bosschart (vanuit Barcelona) en Salomon Bouman (vanuit Tel Aviv). Anderen waren medewerkers aan Vlaamse kranten, zoals Roger Simons, die vanuit Londen voor de Gazet van Antwerpen werkte. In die vroege jaren stonden de Vlaamse krantendirecteuren nog terughoudend tegenover het uitlenen van hun correspondenten aan de Vlaamse radiodienst, zeker omdat ze zelf zo weinig buitenlandse correspondenten hadden. Goossens herinnert zich ook nog dat de Nederlandse universiteiten opvallend meer gespecialiseerde studiecentra hadden dan de Vlaamse. In die vroege periode schakelden ze dan ook vaak hulp vanuit Nederland in. Later konden ze meer Vlaamse experts aantrekken.

## Status
"Actueel" werd algauw een vaste rubriek op Radio 1. Het werd jarenlang onafgebroken uitgezonden en is daarmee samen met Inlichtingen voor duivenmelkers, Het Soldatenhalfuurtje, Opera en Belcanto, Het Schurend Scharniertje en Vragen staat vrij een van de langst lopende programma's op de Vlaamse radio. "Actueel" was een mijlpaal op gebied van actualiteitsrubrieken op de Vlaamse radio. Luisteraars kregen veel meer toelichting bij de actualiteit en de makers gingen ook zelf op onderzoek uit, in plaats van simpelweg de berichtgevingen af te wachten. Vaak voelden ze politici en andere personen aan de tand over uitspraken die ze recent gedaan hadden en waar ze dan de desbetreffende opname hiervan opnieuw lieten horen. Dit was een aanpak die voorheen nog niet op de Vlaamse radio vertoond was. In 1996-1997 werd het onderdeel van het radioprogramma De Wandelgangen, maar bleef wel haar naam en format behouden.